# Yoshitoshi ABe
Yoshitoshi ABe (jap. 安倍 吉俊 Abe Yoshitoshi; ur. 3 sierpnia 1971) – japoński artysta-grafik pracujący głównie w przemyśle związanym z mangą i anime. Absolwent Tokijskiego Uniwersytetu Sztuki.
Jego prace cechują się ostrymi konturami, podczas rysowania nigdy nie używa linijki. Zdobył sławę po tym, jak po wizycie na stronie domowej ABe reżyser anime Serial Experiments Lain zatrudnił go w charakterze projektanta postaci. Yoshitoshi jest także odpowiedzialny za koncept oraz projekt postaci w NieA under 7 oraz jest autorem dōjinshi Haibane Renmei, które zostało później zaadaptowane na anime.
Jest kolegą po fachu i przyjacielem Chiaki J. Konaki, z którym współpracował przy tworzeniu seriali Serial Experiments Lain oraz Texhnolyze.
Zwykle używa swojego nazwiska zapisanego w rōmaji, zamiast w kanji, przy czym pisze „ABe” z wielkim „B”.

## Twórczość

### Anime
- Serial Experiments Lain (1998)
- NieA under 7(inne języki) (2000)
- Haibane Renmei (2002)
- Texhnolyze (2003)

### Gry komputerowe
- Wachenroder(inne języki) (1998)

### Drukowane prace
- Dōjinshi
  - Furumachi (sierpień 1996)
  - Shooting Star (grudzień 1996)
  - White Rain (lipiec 1997)
  - Sui-Rin (sierpień 1998)
  - Charcoal Feather Federation (Haibane Renmei) (grudzień 1998)
  - T.Prevue Version 0.9 (sierpień 1999)
  - Faces (grudzień 1999)
  - K.S.M.E (lipiec 2000)
  - Sketches (grudzień 2000)
  - NieA Under 7 – Under (sierpień 2001)
  - Haibane Renmei – The Haibanes of Old Home (rozdział 1.) (sierpień 2001)
  - Haibane Renmei – The Haibanes of Old Home (rozdział 2.) (grudzień 2001)
  - Haibane Renmei – Haibane Lifestyle Diary (sierpień 2002)
  - Haibane Renmei – The Haibanes of Old Home (Extra) (grudzień 2002)
  - Ryuu Tai (lipiec 2003)
  - Not Found (grudzień 2003)
  - Haibane Renmei – Kyakuhonshuu – Volume 1 (sierpień 2004)
  - Haibane Renmei – Kyakuhonshuu – Volume 2 (grudzień 2004)
  - Haibane Renmei – Kyakuhonshuu – Volume 3 (grudzień 2004)
  - Miscellaneous (grudzień 2004)
  - GRID. (sierpień 2005)
  - Haibane Renmei – Kyakuhonshuu – Volume 4 (grudzień 2005)
  - Yakkyoku no Pochiyamasan (grudzień 2005)

- Artbooki
  - Serial Experiments Lain – An Omnipresence in the Wired (maj 1999)
  - Essence (maj 2001)
  - NieA Under 7 – Scrap (sierpień 2001)
  - Haibane Renmei – In the Town of Guri, in the Garden of Charcoal Feathers (grudzień 2003)

- Mangi
  - Afternoon (kwiecień 1994)
  - NieA Under 7 (Vol. 1) (czerwiec 2001)
  - NieA Under 7 (Vol. 2) (sierpień 2001)
  - Ryushika Ryushika (2009)

- Współautor
  - Mutekei Fire – Tarame Paradise Doujins
  - Mutekei Fire – Great Pictorial Guide of Uki-Uki in the World Doujins
  - Mutekei Fire – Tokimeki Shitsumon Bako Doujins
  - Range Murata – Flat
  - Range Murata – Rule – Fa Documenta 003
  - Range Murata – Robot – Volume 01
  - Range Murata – Robot – Volume 02
  - Range Murata – Robot – Volume 03
  - Range Murata – Robot – Volume 04
  - Range Murata – Robot – Volume 05
  - Foo Swee Chin – Muzz Doujins 1-2
  - Akai Kiba (Red Fang) – Volumes 1-4

- Ilustracje na okładkach
  - Kami no Keifu Novels 1-3
  - Negative Happy Chainsaw Edge Novel
  - Slip Manga Collection
  - All You Need is Kill